# Gerichhausen
Gerichhausen ist ein Ortsteil der Mittelstadt Wegberg im Kreis Heinsberg im Bundesland Nordrhein-Westfalen.

## Geografie

### Lage
Gerichhausen liegt südöstlich von Wegberg innerhalb des Grenzlandrings.

### Nachbarorte
|         | Beeckerheide                                | Ellinghoven |
| Wegberg | Kompassrose, die auf Nachbargemeinden zeigt | Beeck       |
|         | Uevekoven                                   |             |

## Geschichte

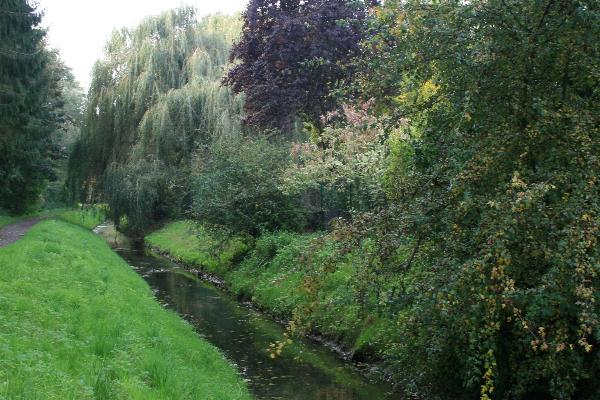
Beeckbach bei Gerichhausen

Der Beeckbach teilt die Ortschaft Gerichhausen in Klein- und Großgerichhausen. Der links des Baches gelegene Teil Großgerichhausen gehörte zur Gemeinde Wegberg, während das rechts dieses Baches gelegene Kleingerichhausen zur Gemeinde Beeck gehörte. Tatsächlich ist Kleingerichhausen der größere Ort. Bereits 1899 gründete sich die Dorfgemeinschaft Hei on Klei.

## Infrastruktur
In Gerichhausen existieren ein landwirtschaftlicher Betrieb mit Gemüseanbau und -verkauf, ein Pferdehof, ein Getränkevertrieb, ein Autohaus mit Werkstatt, ein Geschäft für Zoo- und Angelbedarf, Gastwirtschaften, kleinere Geschäfte sowie einige Kleingewerbebetriebe.
Die AVV-Buslinie 412 der WestVerkehr sowie die Linie 017 der NEW verbinden Gerichhausen mit Wegberg, Erkelenz und Mönchengladbach. Abends und am Wochenende kann außerdem der MultiBus angefordert werden.
| Linie | Betreiber | Verlauf |
| ----- | --------- | --- |
| 412   | west      | Erkelenz Bf – Erkelenz Gymnasium / Erkelenz Burg – Borschemich (neu) – Kuckum (neu) – Keyenberg (neu) – Rath-Anhoven – Mehlbusch – Kipshoven – Moorshoven – Beeck – Beeckerheide – Gerichhausen – Wegberg Bf – Wegberg Busbf |
| 017   | NEW       | Lürrip – Mönchengladbach Hbf – Geroplatz – Holt – Nordpark – Dorthausen – Rheindahlen (– Kipshoven – Moorshoven – Beeck – Beeckerheide – Gerichhausen – Wegberg Busbf) (AVV-Tarif gilt nur im Kreis Heinsberg)               |

## Sehenswürdigkeiten

Gedenkkreuz in Gerichhausen

- Gedenkkreuz in Gerichhausen
- Wegekreuz in Gerichhausen
- Fachwerkhaus in Gerichhausen

## Vereine
- Dorfgemeinschaft Hei on Klei

Stammsitz der Pfadfinder Wegberg

- Reitercorps Gerichhausen e. V.
- Freiwillige Feuerwehr Wegberg, zuständig auch für die Ortschaft Gerichhausen